# Litchi-slægten
Litchi-slægten (Litchi) er monotypisk med én art i Sydkina.
| Arter |

- Litchi (Litchi chinensis)

Af litchitræerne høster man litchifrugter eller kærlighedsfrugter.